# Oligopleura aulaeata
Oligopleura aulaeata là một loài bướm đêm trong họ Geometridae.